# WxMusik
wxMusik est un lecteur audio libre, capable de gérer une bibliothèque. Il est à ce jour disponible sous Windows et sous GNU/Linux. Il présente l'avantage, pour un logiciel gérant les bibliothèques, de démarrer très vite et de fonctionner sans aucun ralentissement.

## Fonctionnalités

### Formats supportés
wxMusik est capable de lire les formats suivants :
- mp3
- ogg
- APE
- MPC
- FLAC
- mp2
- wav
- aiff
- wma (version Windows seulement)

### Traductions
wxMusik est officiellement traduit en 9 langues :
- Anglais
- Allemand
- Espagnol
- Tchèque
- Portugais
- Norvégien
- Italien
- Néerlandais
- Polonais
- Russe

## Fonctions de lecture
- Support du streaming
- Tag automatique des fichiers
- Fondus entre les pistes
- Utilisation d'une base de données SQL afin de rendre rapide et facile l'organisation de la bibliothèque
- Support des touches multimédia
- Listes de lecture dynamiques
- Affichage de la couverture de l'album en cours